# IC 2605
IC 2605 — галактика типу GxyP (частина галактики) у сузір'ї Малий Лев.
Цей об'єкт міститься в оригінальній редакції індексного каталогу.